# ألفارو تيتو
ألفارو تيتو (بالإسبانية: Álvaro Tito) (17 يناير 1962 - ) هو مدرب كرة سلة ولاعب كرة سلة أوروغواني في مركز مدافع مسدد الهدف، شارك في بطولة كأس العالم لكرة السلة 1986 ودورة الألعاب الأمريكية 1987 ودورة الألعاب الأمريكية 1991 وبطولة أمم الأمريكتين لكرة السلة 1988 والألعاب الأولمبية الصيفية 1984 وبطولة أمم الأمريكتين لكرة السلة 1984 وبطولة أمم الأمريكتين لكرة السلة 1992 وبطولة كأس العالم لكرة السلة 1982.

## وصلات خارجية
- ألفارو تيتو على موقع الاتحاد الدولي لكرة السلة (الإنجليزية)
- ألفارو تيتو على موقع سبورتس رفرنس (الإنجليزية)
- ألفارو تيتو على موقع أوليمبيديا (الإنجليزية)